# Wols
Wols, właściwie Alfred Otto Wolfgang Schultze-Battman (ur. 27 maja 1913 w Berlinie, zm. 1 września 1951 w Paryżu) – niemiecki artysta, malarz, grafik i fotograf, działający we Francji, przedstawiciel taszyzmu i informelu.

## Życiorys
Artysta studiował w Bauhausie, w latach 1932–1933 przebywał w Paryżu, gdzie zetknął się z surrealizmem. Do 1935 roku przebywał w Hiszpanii, gdzie zajmował się głównie fotografiką. Później przebywał we Francji, od 1945 roku mieszkał w Paryżu, gdzie żył w skrajnej nędzy.

## Twórczość
Twórczość Wolsa była bezpośrednią zapowiedzią taszyzmu. Uczeń Bauhausu początkowo inspirował się ekspresjonizmem, surrealizmem i działalnością Paula Klee, malując początkowo gwasze i akwarele z dominującymi różem i jasnym błękitem. Tematyka dotyczyła przede wszystkim form biologicznych i fantastycznych pejzaży, o schematycznym rysunku. Do 1946 roku twórczość artysty przeszła metamorfozę, poprzez przenikające się intensywne kreski i plamki dochodząc do całkowitego rozbicia formy, gdzie anamorficzna plama umieszczona pośrodku płótna otoczona jest rozedrganymi, cienkimi, barwnymi kreskami. Pod koniec życia Wols przejął od Georhgesa Mathieu metodę malowania poprzez wyciskanie farby z tubki prosto na płótno.
Wols uważany jest za jednego z najwybitniejszych europejskich prekursorów sztuki informel.